# Impact (formație)
Impact este o formație românească de muzică dance, formată în 1999 la Timișoara de către Rareș Timiș și Cristina Haios.

## Biografie

### 1998
Trupa Impact, formată din Rareș și Cristina, și-a început activitatea în anul 1998, când Rareș, realizator de emisiuni radio și TV în Timișoara, s-a hotărât să pună bazele acestui proiect și printr-un casting a găsit vocea Cristinei. Aceasta s-a potrivit perfect cu sound-ul trupei și cu ce dorea Rareș să transmită prin muzica lui. Astfel au început să lucreze la primul album, la  care au colaborat cu DJ Phantom, un nume celebru la acel moment. Au urmat apoi drumul Bucureștiului și au semnat cu o casă de discuri. Proiectul începea deja să prindă contur.

### 1999
Apare pe piață primul album Impact: „Atinge-mă” (1999), ce conține și preluarea piesei "Aș da zile". Videoclipul piesei a fost realizat de Impact prin forțe proprii, pentru că la momentul respectiv piața, una săracă de altfel, suferea din lipsă de producători care să investească într-un asemenea proiect.

### 2000
În 2000, Impact lansează cel de-al doilea album, „Să-pun”, ce include hit-ul omonim. Videoclipul piesei "Să-pun" este nominalizat împreună cu albumul, un an mai târziu, la secțiunile Best Video și Best Techno ale premiilor Bravo România 2001. Concertele încep să apară, popularitatea lor crește iar trupa trece prin momente de ascensiune din toate punctele de vedere.
Vara anului 2000 însă aduce o mare zdruncinare în viața lui Rareș, care pierde într-un stupid accident de mașina o persoană dragă lui. În aceste circumstanțe apare piesa „Te iubesc”, devenită în scurt timp hitul numărul unu al topurilor radio din întreaga țară.
Impact începe să devină unul dintre cele mai bine cotate proiecte house, remixul la „Te iubesc” ținându-i în atenția publicului și a mass-media.

### 2001
Urmează un al treilea album, „Liquid Progressive” (2001), album care marchează un alt început - acela al producerii pieselor prin mijloace tehnice proprii și totodată al apropierii de house-ul britanic. Așa se explică faptul că pe „Liquid Progressive” apar și piese în limba engleză. Cu siguranță ne amintim cu toții de "Decadența", numită de presa de specialitate „bomba albumului” și care îi conferă formației Impact poziția de „cea mai bună trupă de club”.

### 2002
În vara anului 2002 apare un nou album – „X-port” - produs exclusiv în studioul trupei, Progressive Records din Timișoara. Sound-ul este îmbunătățit și ecourile nu încetează să apară, drept dovadă fiind succesul celor două hituri și videoclipuri de pe acest album: „Lasă-mă să visez” și „Departe de tine”. Urmează succese bine meritate precum "Premiul pentru cea mai bună trupă a anului", respectiv "Best Romanian Techno" la premiile West România 2002.

### 2003
După o perioadă îndelungată petrecută în studio și în încercări de a produce un material cât mai bun, care să exemplifice starea și maturitatea formației Impact la momentul anului 2003, iată că apare, în decembrie, „Clipe”.
„Clipe” este un album produs de Progressive Records, Sunrise Records și NRG!A. Albumul include 11 piese și un remix al single-ului „Îngerul meu”.
Dacă în toți acești ani Rareș și Cristina au rămas în Timișoara, făcând „naveta” la București, 2003 le aduce amândurora câte o schimbare majoră în viață – mutarea în București. Cristina se transferă la Conservatorul „Ciprian Porumbescu”, iar Rareș își mută studioul Progressive Records în București, lucrând în colaborare cu diverse trupe și artiști precum Body&Soul sau Cream .

### 2004
Anul 2004 le-a adus, prin albumul „Clipe”, o incontestabilă popularitate. Rareș și Cristina au fost prezenți în toate emisiunile TV de succes, în emisiunile radio al căror format permitea prezența lor în studio și au urcat vizibil în topuri.
Turneul Vixen Tour, derulat alături de Gia în primăvara lui 2004, a reconfirmat faptul că atât mass-media locală, organizatorii de evenimente, DJ-ii și clubberii din toată țara, cât mai ales miile de tineri prezenți la concertele lor le cunosc piesele și îi iubesc.
Odată cu schimbarea casei de producție - în octombrie 2004 a semnat un contract cu Cat Music/Media Services - Impact a început colaborarea cu echipa iMusic Management.

### 2005
Noul album se numește „Babe”, botezat după primul single, care a urcat vertiginos în toate topurile din țară în doar două luni de promovare și ajuns deja pe primele locuri. Albumul conține 12 piese, dintre care o variantă unplugged la „Spune-mi”, o variantă în engleză a piesei "Babe" și una făcută special pentru cluburi.
"Babe", compusă de Impact împreună cu Bogdan Popoiag, amestecă ritmurile de club cu sonoritățile melodioase ale muzicii pop, păstrându-se în aria optimistă a pieselor Impact. Este o declarație de dragoste, născută din emoția sentimentului și a certitudinii.
Tot în această perioadă, trupa se face cunoscută și mai mult prin piesele "Uhh, uhh" și "X Da, X Ba", care reușesc să țină atmosfera vie în mai toate petrecerile actuale.

### 2008
După doi ani în care trupa a fost preocupată mai mult de concertele din țară, cei doi membri se întorc din nou în studio, lansând albumul "Back to music" , album care marchează revenirea în prim-plan a trupei Impact. Pentru promovare, este extrasă piesa "Doar pentru ea", care beneficiază atât de un videoclip, cât și de o variantă în limba engleză, "Love or I die", destinată publicului din afara granițelor. Tot în 2008, se lansează un al doilea single, denumit "Delight", o piesă cu un sound modern și un videoclip pe măsură.

### 2009
Anul 2009 aduce o ruptură în trupa Impact, astfel Rareș se decide să părăsească proiectul și să se dedice mai mult vieții personale. El a declarat la momentul respectiv că a fost tot timpul o fire pasionată de călătorii exotice și de tot ce are legătură cu acestea. Experiențele avute prin alte țări l-au făcut să-și dorească mai mult, dovadă că, la scurt timp, s-a îndreptat către un sejur în Africa, unde a ales să se și stabilească. Întrebată despre acest aspect, Cristina s-a declarat uimită, spunând că nu știa despre planurile sale de viitor și că a fost pusă în postura de a afla abia în ultima clipă, când Rareș i-a lăsat pe mână titulatura de Impact și studioul de înregistrări, cu puțin timp înainte de a părăsi țara. De altfel, în 2009, trupa se pregătea să sărbătorească primii 10 ani pe piață.

### 2010
Mai departe, Cristina a încercat să mențină trupa în viață, contactându-l pe Gabriel Bălan (sub numele de scenă, Mayer), pentru a-i fi înlocuitor lui Rareș. Mayer este cunoscut ca fiind un bun prieten al celor doi, în special pentru ajutorul dat trupei în trecut la anumite colaborări.
În această nouă formulă, apare un nou material marca Impact, în colaborare cu Moving Elements, doi DJ din Alba Iulia. "Blame it on the sun" este piesa care apare în apropierea verii, caracterizată ca fiind una plină de voie bună, care te relaxează și te bine-dispune.
Pe final de an, se lansează cel de-al doilea single, "Today", care nu se bucură însă de promovarea așteptată.

### 2012–prezent
Începutul anului 2012 aduce sfârșitul proiectului Impact, membrii trupei alegând să meargă pe proiecte solo. Astfel, se lansează piesa "City of love" sub noua denumire Mayer Vira & Kristina.
În decembrie 2012, membrii trupei Impact, Cristina Haios și Gabriel Bălan (alias Mayer Vira), s-au căsătorit, iar în august 2013 cei doi au devenit părinții a doi băieței – Toma David si Matei Nikolas.

## Discografie

### Albume
- Atinge-mă  (1999)
- Să-pun! (2000)
- Liquid Progressive (2001)
- X-port (2002)
- Clipe (2003)
- Babe (2005)
- Happy (2006)
- Back to music (2008)

### Single-uri
- Blame it on the sun (2010)
- Today (2010)

## Nominalizări și distincții
| An   | Eveniment                     | Categorie           | Pentru                                                      | Rezultat    | Note   |
| ---- | ----------------------------- | ------------------- | ----------------------------------------------------------- | ----------- | ------ |
| 2004 | Premiile muzicale MTV România | Cel mai bun dance   | „Îngerul meu”                                               | Nominalizat | [ 9 ]  |
| 2005 | Premiile muzicale MTV România | Cel mai bun dance   | „Baby”                                                      | Nominalizat | [ 10 ] |
| 2005 | Premiile muzicale MTV România | Cel mai bun cântec  | „Baby”                                                      | Nominalizat | [ 10 ] |
| 2005 | Premiile muzicale MTV România | Cel mai bun album   | „Babe”                                                      | Nominalizat | [ 10 ] |
| 2005 | Premiile muzicale MTV România | Cel mai bun website | clubimpact.ro Arhivat în 3 martie 2016, la Wayback Machine. | Nominalizat | [ 10 ] |